# Nicolaus Steno

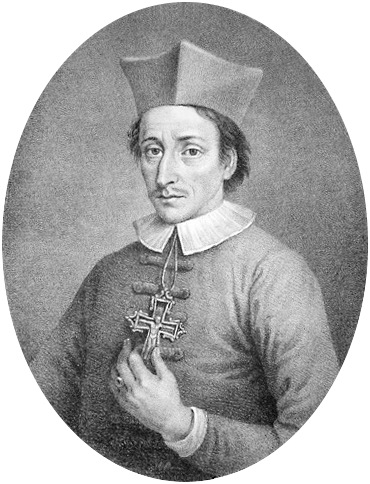
Niels Stensen met christelijke symbolen

Niels Stensen (Kopenhagen, 11 januari [O.S. 1 januari] 1638 – Schwerin, 5 december [O.S. 25 november] 1686) vooral bekend onder zijn gelatiniseerde naam (Nicolaus) Steno, was een Deens anatoom, natuurvorser en een zalig verklaarde bisschop. Als een van de eersten ontdekte hij de werking van de oorspeekselklier en beschreef het hart als een gewone spier. Bovendien formuleerde Steno een viertal principes over stratigrafie, de volgorde waarin gesteentelagen gevormd worden en voorkomen. Steno kwam uiteindelijk tot de conclusie dat geloof en wetenschap moeilijk met elkaar in overeenstemming te brengen zijn en werd een voorvechter van het geloof. Hij werd tot bisschop benoemd en is uitgezonden naar Noord-Duitsland.

## Leven en ontdekkingen

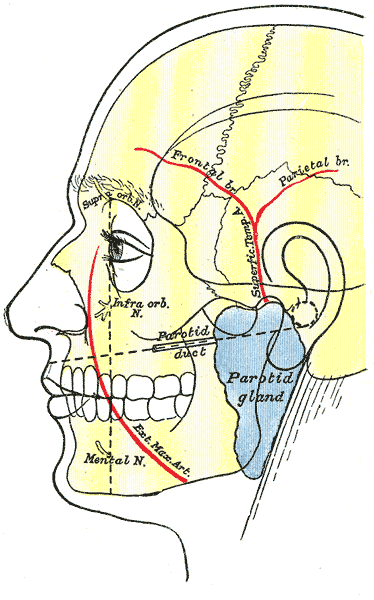
De ductus parotidicus Stenonianus

Steno kwam uit een milieu van Lutherse predikanten, maar zijn vader was een goudsmid. In 1659 hield hij in een schrift een dagboek bij. Op de buitenkant stond geschreven "Chaos". Tevens besloot hij niets meer voor waar aan te nemen omdat het in een boek stond. Hij nam zich voor alles zelf te onderzoeken. Nadat hij zijn universitaire opleiding in Kopenhagen voltooid had, vertrok Steno naar Rostock.
In maart 1660 arriveerde Steno in Amsterdam met een aanbeveling van zijn Deense leraar Thomas Bartholin. Steno was een aantal maanden in de leer bij Gerard Blasius, hoogleraar geneeskunde aan het Athenaeum Illustre. Steno ontdekte bij de ontleding van een schapen-, een honden- en een konijnenkop een kanaaltje, "ductus Stenonianus", dat nog niet eerder beschreven was. Blasius werd jaloers en claimde de ontdekking van zijn begaafde leerling. Steno verhuisde naar Leiden en begon aan een studie medicijnen bij Franciscus de le Boë Sylvius, die toentertijd gold als een van de meest vooraanstaande en ruimdenkende hoogleraren in Europa. Op 27 juli 1660 schreef Steno zich in aan de Universiteit Leiden, samen met Christian Rudenick, afkomstig uit Bytov in Oost-Pruisen. Gezamenlijk trokken zij in bij de weduwe Balsius, de moeder van Gerard Blasius, woonachtig aan het Rapenburg 84. Steno leerde Jan Swammerdam, Frederik Ruysch, Reinier de Graaf en Spinoza kennen. Hij richtte zijn onderzoek op hoe de lymfevaten vocht afvoeren. Steno was niet overtuigd van de uitgangspunten van René Descartes, die zich uitgelaten had over de werking van de hersenen en traanvocht. Samen met Ole Borch reisde hij naar Amsterdam om Comenius, die een brug probeerde te leggen tussen de Bijbel en de wetenschap en de beroemde alchemist Giuseppe Francesco Borri op te zoeken. Begin 1664 moest Steno, vanwege het overlijden van zijn moeder, Leiden verlaten om thuis orde op zaken te stellen. Op 4 december 1664 werd Niels Stensen, bij afwezigheid, de doctorstitel door de Universiteit Leiden cum laude toegekend (een unicum in de geschiedenis van de Universiteit). Zijn bul werd per post naar zijn logeeradres in Parijs opgestuurd.
Steno kreeg contact met Pierre Bourdelot en Melchisédech Thévenot en bezocht Saumur en Montpellier. In 1665 verhuisde hij naar Florence. De anatomische studies die Steno daar verrichtte, werden betaald door de groothertog van Florence, Ferdinando II de' Medici. Steno kreeg onderdak in het Palazzo Vecchio en werd toegelaten tot de Accademia del Cimento, een groep onderzoekers die geïnspireerd werden door Galilei's wetenschappelijke benaderingen. De anatomische studies van Steno richtten zich op het spierstelsel en de manier van spiersamentrekking. Hij gebruikte de geometrie van de spieren om aan te tonen dat een samentrekkende spier wel van vorm verandert, maar niet van volume.

## Geologisch onderzoek

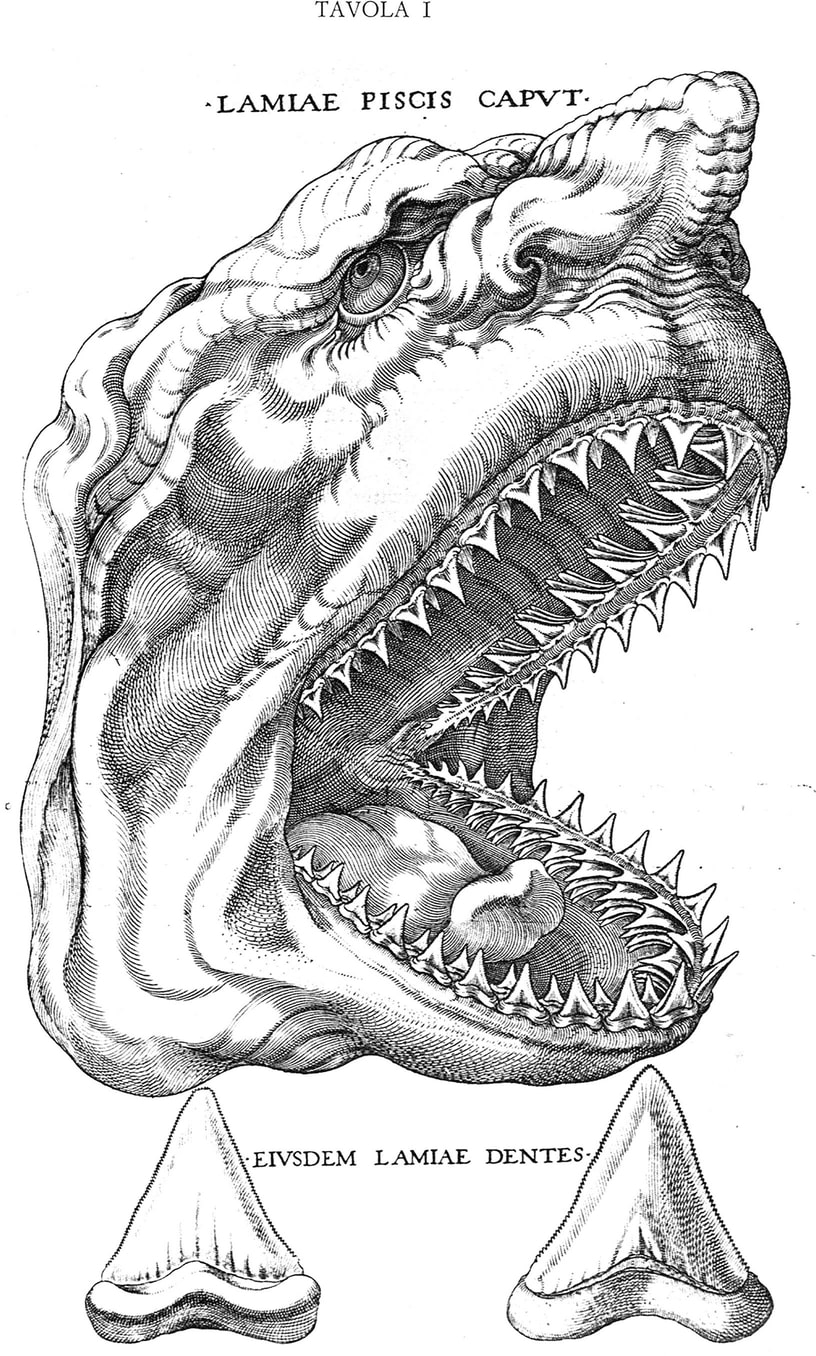
Tongstenen. Illustratie uit Steno's Elementorum myologiæ specimen (1667)

In oktober 1666 vingen twee vissers een enorme haai vlak bij Livorno. Steno onderzocht de kop, en publiceerde hierover in 1667. Bij het onderzoek naar de tanden van de haai viel het Steno op dat deze sterke gelijkenis vertoonden met in de bergen gevonden gefossiliseerde (naar later bleek) haaientanden. Deze werden toentertijd glossopetrae of "tongstenen" genoemd. Plinius de Oudere had verklaard dat deze stenen uit de hemel of van de Maan waren gevallen. Anderen beweerden dat fossielen op natuurlijke wijze groeiden in gesteenten. Steno kwam echter met de verklaring dat de glossopetrae leken op haaientanden omdat ze afkomstig waren uit de bekken van dode haaien uit het verleden, begraven in modder en zand dat later opdroogde. Om het verschil in samenstelling tussen de tanden van levende haaien en tongstenen te verklaren, dacht Steno dat de vorming van fossielen de samenstelling veranderde, zonder dat dat uiterlijk te zien was. Dit kan gezien worden als een vroege voorloper van de deeltjestheorie: materie bestaat uit uiterst kleine deeltjes die uitwisselbaar zijn.
Ten tijde van Steno's ontdekkingen gold een andere definitie voor een fossiel dan de huidige. Destijds werden alle opgegraven zaken fossielen genoemd, zowel kristallen, ertsen als versteende overblijfselen van vroeger leven (fossielen in de moderne zin van het woord). Het viel Steno op dat er zaken in gesteentes zaten, die niet gevormd waren in het gesteente, maar die er tijdens of na de vorming van het gesteente in terechtgekomen moesten zijn. Dit leidde de leer van sedimentaire processen in, die in 1669 door Steno werd beschreven in het als introductie bedoelde werk De solido intra solidum naturaliter contento dissertationis prodromus. Doordat Steno steeds meer waarde ging hechten aan religie boven de wetenschap, bleef het bij deze introductie en schreef hij nooit het volledige werk hierover.
Steno bedacht dat als een vast object omringd wordt door een ander vast object (bijvoorbeeld een fossiel door een sediment), het omringende object de vorm van het ingesloten object aanneemt. Hieruit concludeerde Steno dat fossielen en kristallen versteend moesten zijn geraakt voordat het omringende gesteente gevormd werd. Als een "tongsteen" gegroeid was in een gesteente, zou de tongsteen zich gevormd hebben naar het gesteente, zoals een wortel die in een scheur groeit en deze opvult. Steno bedacht dat dat laatste het geval was bij de vorming van aders en kristallen in gesteente. Gesteenteaders ontstaan wanneer vloeistoffen percoleren door spleten in gesteente, die vervolgens dichtgroeien met neerslaande mineralen. De kristallen die op die wijze groeien nemen de vorm van de spleet aan.

### De principes van Steno

Schematische weergave van Steno's wet van laterale vervolgbaarheid

Steno formuleerde vier principes (soms "wetten" genoemd) die van zeer grote waarde zijn gebleken voor de sedimentologie en stratigrafie.
Door aan te nemen dat al het gesteente en de mineralen erin ooit vloeibaar waren, redeneerde Steno dat gesteentelagen en vergelijkbare afzettingen gevormd werden doordat deeltjes in water of een andere vloeistof naar de bodem zakten. Dit proces zou opeenvolgende horizontale lagen opleveren. Het hieruit afgeleide principe van oorspronkelijke horizontaliteit houdt in dat gesteentelagen die niet (meer) in horizontale positie liggen, het gevolg zijn van verstoringen die plaatsvonden ná het moment van afzetting. Volgend uit het idee dat omsluitende vaste stoffen zich vormen naar ingesloten vaste stoffen, kwam Steno op het principe van superpositie: jongere lagen moeten ontstaan zijn op oudere lagen. De Wet van Steno luidt dan ook: "gesteentelagen zijn opeenvolgend gevormd, met de oudste lagen onderop en de jongste bovenop, tenzij latere processen dit principe verstoord hebben". Dankzij dit principe kan Steno als grondlegger van de stratigrafie gezien worden.
Om de vele uitzonderingen op de principes van oorspronkelijke horizontaliteit en superpositie te verklaren, gebruikte Steno voorbeelden als grotten, die een deel van de onderliggende laag weg zouden slijten en bij instorting grote delen van bovenliggend gesteente op het veel oudere deel terecht zouden komen. Dit was in feite de oudst bekende beschrijving van een disconformiteit of hiaat (een "tijdsgat" in de opeenvolging van gesteentelagen, waarin geen sedimenten zijn afgezet en er in het gesteente dus een stuk tijd "ontbreekt").
Ook veronderstelde hij dat gesteente opgeheven zou kunnen zijn door onderaardse krachten – tegenwoordig een heel normaal geologisch begrip, maar in Steno's tijd een revolutionair idee. Steno verklaarde zo hoe haaientanden in de hoge bergen gevonden konden worden.
Volgens de derde wet van Steno, de wet van laterale vervolgbaarheid, lopen gesteentelagen in principe lateraal door, dat wil zeggen in horizontale richtingen. Sedimentaire processen, zo redeneerde Steno, stoppen niet aan de rand van de plek waar sediment gevonden wordt. Hiermee verklaarde hij waarom hetzelfde gesteente vaak in heuvels aan twee kanten van een dal gevonden kon worden. Ertussenin, in het dal, was dit sediment weg geërodeerd. Hoewel ook op deze wet uitzonderingen bestaan, is ook het principe van laterale vervolgbaarheid een belangrijk principe in de geologie.

## Religie en wetenschap
Steno's religieuze visie werd sterk beïnvloed door wat hij ontdekte op het wetenschappelijk vlak. Hoewel hij Luthers was opgevoed, twijfelde hij aan de religieuze praktijken, en de felle ruzies binnen de verschillende protestantse stromingen. Maar ook de a-religieuze opvattingen van Descartes en Spinoza konden hem niet bekoren. In 1667 raakte hij onder de indruk van een Corpus Christi-processie in Livorno. Niet lang daarna bekeerde hij zich tot het katholicisme na vele gesprekken met Francesco Redi en een adellijke Italiaanse zuster. Bij het aantreden van Cosimo III de' Medici was Steno een van de belangrijkste exponenten van de Katholieke Reformatie geworden. Zijn religieuze opvattingen begonnen steeds meer te botsen met zijn wetenschappelijke inzichten. Vooral de discrepantie tussen het scheppingsverhaal – destijds algemeen beschouwd als waarheidsgetrouw verslag van het ontstaan van de Aarde – en de vorming van de aardlagen hield hem bezig. De volgende uitspraak illustreert zijn denken:

Mooi is, wat we zien; mooier is wat we herkennen, maar veruit het allermooist is wat we niet kunnen bevatten.

Bij zijn onderzoek naar het voorkomen van twee wijdverbreide gesteentes in de Apennijnen, viel het Steno op dat de diepere lagen geen fossielen bevatten, terwijl hoger gelegen lagen zeer rijk aan fossielen waren. Hij verklaarde dit door de onderliggende lagen vóór en de hoger liggende lagen gelijktijdig mét de zondvloed te "dateren". Op deze theorie is Steno aangevallen. Na een reis door Oostenrijk en Hongarije, kwam Steno in 1670 terug naar Amsterdam om zijn oude vrienden op te zoeken. Steno stelde zich op de hoogte van de bevindingen van Nicolaes Witsen in zijn Aeloude en hedendaegsche scheepsbouw en bestier.

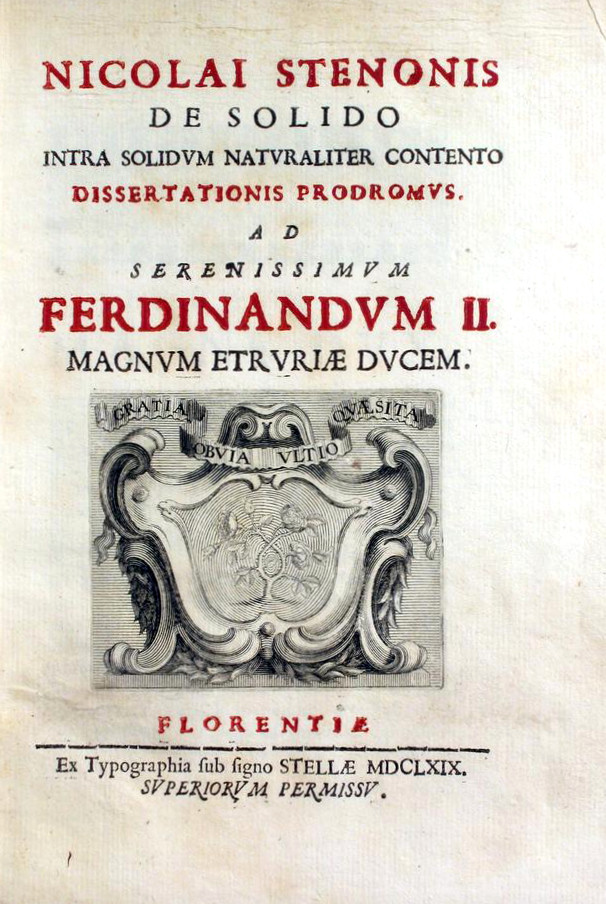
De solido intra solidum naturaliter contento dissertationis prodromus (1669)

In 1671 werd Steno benoemd in Kopenhagen, maar niet geaccepteerd omdat hij katholiek was geworden. Jan Swammerdam reisde vanuit de commune van Antoinette Bourignon om Steno's zuster op te zoeken. In 1675 ging Steno terug naar Florence. Bij een ontmoeting van Ehrenfried W. von Tschirnhaus probeerde Steno hem te bekeren. Von Tschirnhaus was onder de indruk van zijn persoonlijkheid, maar niet van zijn argumenten. Steno en zijn leerling Albert Burgh probeerden de uitgave van Spinoza's Ethica te verhinderen. Op aanraden van de katholiek geworden keurvorst Johan Frederik van Brunswijk-Lüneburg, kreeg hij een aanstelling als bisschop in Hannover. Steno probeerde zijn echtgenote over te halen hem te steunen. Gottfried Wilhelm Leibniz werd Steno's assistent en debatteerde met hem over de leer en de publicaties van Spinoza. In 1680 werd Steno benoemd als hulpbisschop in Münster. Na het leveren van kritiek op de verkiezing van de nieuwe bisschop Maximiliaan Hendrik van Beieren vertrok hij naar Hamburg. In het protestantse Hamburg werd Steno niet geaccepteerd vanwege zijn vermaningen aan zijn geloofsgenoten. Samen met Dirck Kerkringh, een Hollandse studiegenoot, die door Steno's bemiddeling vertegenwoordiger in Hamburg was geworden van de groothertog van Toscane, richtte hij zich opnieuw op de anatomie van de hersenen. Op uitnodiging van de hertog van Schwerin verhuisde hij in 1685 naar Schwerin. Steno leefde vier dagen in de week op bier en brood, en sliep nauwelijks. Hij vermagerde zichtbaar en deed afstand van allerlei materiële en comfortabele zaken. Toen zijn missie na een jaar was afgelopen kreeg hij heftige kolieken en zijn buik zwol zo sterk op, dat het gevaarlijk was hem nog naar Italië te vervoeren. Steno stierf, maar niet zonder de Luthersen te zegenen die langs kwamen om afscheid te nemen.
Zijn lijk werd in linnen gewikkeld en, via Hamburg en Livorno, naar Florence opgestuurd. Op zijn wens werd Steno begraven in de San Lorenzo, waar veel De' Medici begraven liggen. In 1946 werd zijn graf bloot gelegd. De restanten, met een tamelijk gehavende schedel, werden in 1953 in processie door de stad gevoerd en zijn herbegraven in een kapel die naar hem is genoemd.

## Zaligverklaring
Op 23 oktober 1988 werd hij door paus Johannes Paulus II zalig verklaard.

## Varia
- In Aarhus is het Steno Museum gevestigd, met een planetarium en een hortus botanicus. Het museum houdt tentoonstellingen over de geschiedenis van wetenschap en geneeskunde.
- Sinds de jaren 1960 wordt de Niels Stensen Fellowship jaarlijks toegekend aan excellente onderzoekers die onlangs zijn gepromoveerd om hen in staat te stellen onderzoekservaring op te doen aan een topuniversiteit of -instituut in het buitenland.[5]
- In 1963 werd in Kopenhagen een standbeeld voor Niels Stensen opgericht.
- In de wijk Kanaleneiland in Utrecht bestond tot 2003 het Niels Stensen College, een school voor voortgezet onderwijs genoemd naar Nicolaus Steno
- Op 11 januari 2012, toen het 374 jaar geleden was dat Steno werd geboren, werd voor Steno een Google Doodle gemaakt. Dat had tot gevolg dat het Engelse equivalent van deze pagina op een dag 3,1 miljoen keer werd bezocht.[6][7][8]
- Op 5 december 2019 vond een plechtige ceremonie plaats in de San Lorenzo-basiliek in Florence ter gelegenheid van de ingebruikname van een nieuwe bronzen reliekschrijn voor Niels Stensen, een creatie van het goudsmidsatelier van de School voor Religieuze Kunst in Florence.
- In het voorjaar van 2021 riep de Heilige Stoel Niels Stensen uit tot schutspatroon van de geologen, op het verzoek van de Nationale Raad van Italiaanse geologen, gesteund door de bisschoppelijk vicaris van de San Lorenzo, mgr. Marco Domenico Viola en kardinaal Giuseppe Betori, aartsbisschop van Florence.[2]

## Publicaties
- Observationes anatomicae (1662)
- De Musculis et Glandulis Observationum Specimen (1664)
- Elementorum myologiæ specimen, seu musculi descriptio geometrica : cui accedunt Canis Carchariæ dissectum caput, et dissectus piscis ex Canum genere (1667)
- Discours sur l'anatomie du cerveau (1669)
- De solido intra solidum naturaliter contento dissertationis prodromus (1669)

- Bibsys: 90175798
- Biblioteca Nacional de España: XX4424956
- Bibliothèque nationale de France: cb12087481q (data)
- CiNii: DA05679399
- Gemeinsame Normdatei: 118617737
- International Standard Name Identifier: 0000 0001 2134 8696
- Library of Congress Control Number: n79112317
- Bibliotheek van het Japanse parlement: 00985695
- Nationale Bibliotheek van Tsjechië: nlk20000088115
- Nationale Bibliotheek van Israël: 987007268576305171
- Nederlandse Thesaurus van Auteursnamen: 070386269
- Istituto Centrale per il Catalogo Unico: CFIV019447
- LIBRIS: 198096
- SNAC: w6ht43st
- Système universitaire de documentation: 029198232
- Virtual International Authority File: 59109536
- WorldCat: E39PBJcwFKVqmKbFmyVjqCfrMP